# Tetrahidrozolin
Tetrahidrozolin, derivat imidazolina, je prisutan u više vrsta kapi za oči i nazalnih sprejeva koji su u prodaji na slobodno. Drugi derivati uključuju nafazolin, oksimetazolin, i ksilometazolin. Predoziranje može da dovede do trovanja.
Tetrahidrozolin je alfa agonist. Njegov glavni mehanizam dejstva je konstrikcija konjunktivalnih krvnih sudova. Time se omanjuje crvenilo očiju uzrokavano većim okularnim iritacijama.  
Kad se koristi u skladu sa uputstvima, tetrahidrozolin je efektivan lek za olakšavanje crvenila očiju putem sužavanja krvnih sudova. Pri unutrašnjoj primeni, međutim, on deluje kao potentan lek za snižavanje krvnog pritiska. Simptomi koji su primećeni kod osoba (dece i odraslih) koji su nenamerno progutali ovaj proizvod za oči uključuju primetni mamurluk, nizak krvni pritisak, usporenu brzinu rada srca, a mogući su čak i koma i otežano disanje. Niske količine, poput ½ do 1½ čajne kašike mogu da uzrokuju jake reakcije u kod male dece. Toksično dejstvo nakon unosa tetrahidrozolina može da ima ozbiljne posledice. Smrtni slučajevi nisu zabeleženi.

## Hemija
Tetrahidrozolin se može sintetisati u jednom koraku putem heterociklizacije 1-cijanotetralina Sa etilendiaminom.